# Голдин, Нан
Нан Голдин (англ. Nan Goldin, 12 сентября 1953, Вашингтон, США) — фотохудожница из Нью-Йорка, США.

## Карьера
Первый фотоальбом «Баллада сексуальной зависимости» Нан Голдин посвятила сестре, покончившей с собой в 18 лет.
В конце 1970-х годов определился круг сюжетов Голдин: домашние зарисовки с бойфрендом Брайном, друзья-наркоманы, трансвеститы, нью-йоркская богема. Её темы — сексуальная напористость и исповедальность — связана с гендером (женской темой), эпатажем и новым реализмом.
В марте 2006 состоялась выставка её работ в московском музее современного искусства, в Ермолаевском переулке.

## Активизм
В 2018 году врач прописал Нан Голдин оксиконтин как обезболивающее. Она принимала препарат строго по рецепту, но вскоре не могла без него обходиться, увеличивая дозу, а затем перешла на «настоящие» наркотики. На освобождение от наркозависмости у неё ушло десять месяцев. После этого она решила во что бы то ни стало добиться того, чтобы компанию Purdue Pharma, производителя препарата, привлекли к ответственности. 
Её борьбе за это посвящен документальный фильм Лоры Пойтрас «Вся красота и кровопролитие», который был удостоен Золотого льва на 79-м Венецианском кинофестивале.

## Признание
Премия «Хассельблад» (2007).